# Primacord
Primacord est une marque déposée de cordon détonant utilisé dans le dynamitage, à l'origine fabriqué par la société Ensign-Bickford. Ensign Bickford a vendu la marque à Dyno Nobel Inc en 2003. Le cordon Primacord est maintenant fabriqué à Graham, dans le Kentucky. Le Primacord se compose d'un noyau de poudre de PETN pure, placé dans un emballage textile (parfois ciré) , et qui se décline en huit catégories suivant leurs puissances :
| Nom          | Charge (g/m) | Couleur |
| ------------ | ------------ | ------- |
| Primacord 1  | 1,5          | Jaune   |
| Primacord 2  | 2,1          | Orange  |
| Primacord 3  | 3,2          | Rouge   |
| Primacord 4Y | 3,6          | Jaune   |
| Primacord 4R | 3,6          | Rouge   |
| Primacord 5  | 5,3          | Rouge   |
| Primacord 8  | 8,6          | Rouge   |
| Primacord 10 | 10,6         | Jaune   |

Primaline est un produit similaire, mais ayant une enveloppe en plastique au lieu du textile. Primaline est également disponible dans des charges supérieures, jusqu'à 85 g/m.
| Nom            | Charge (g/m) | Couleur                             |
| -------------- | ------------ | ----------------------------------- |
| Primaline 4D   | 3,6          | Orange                              |
| Primaline 4HS  | 3,6          | Transparent avec des rayures bleues |
| Primaline 5    | 5,3          | Orange avec un revetement de cire   |
| Primaline 5D   | 5,3          | Orange                              |
| Primaline 5NF  | 5,3          | Jaune                               |
| Primaline 8D   | 8,6          | Orange                              |
| Primaline 8HS  | 8,6          | Transparent avec des rayures noires |
| Primaline 10HS | 10,6         | Transparent avec des rayures rouges |
| Primaline 21   | 21,3         | Transparent                         |
| Primaline 32   | 31,9         | Transparent                         |
| Primaline 42   | 42,5         | Transparent                         |
| Primaline 85   | 85           | Vert clair                          |

« Primacord » est fréquemment utilisé comme synonyme de cordon détonant (cf. Marque utilisée comme nom).